# Serviço de mesa

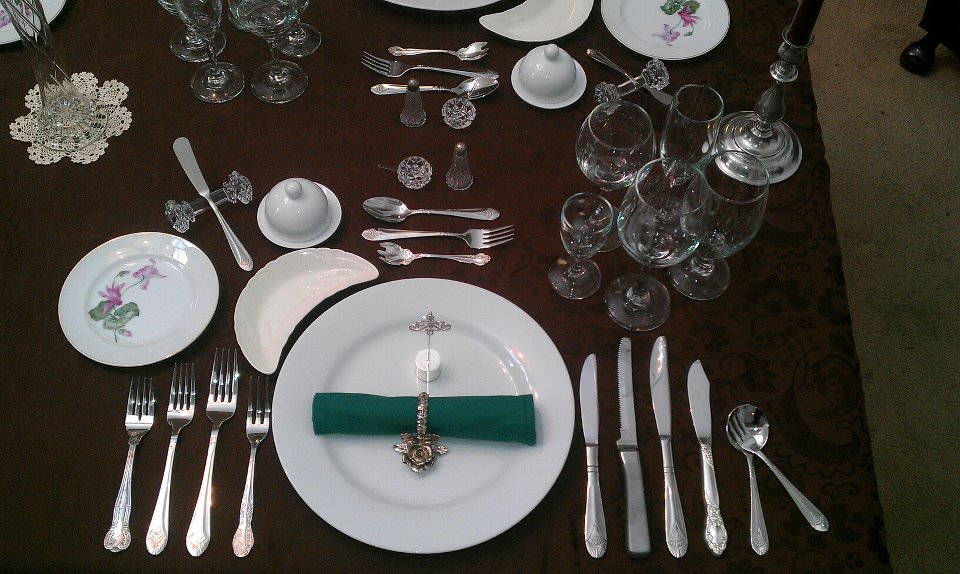
Configuração completa de louças, talheres e taças de um jantar formal.

O serviço de mesa é a prática da organização de como será servida uma refeição aos convidados e qual será a configuração da mesa, a maneira de arrumar os talheres e a ornamentação do ambiente. Geralmente é executado por garçons e apresenta diversos estilos diferente que variam entre diferentes culturas e períodos históricos.

## Serviço empratado
O serviço empratado é um tipo de serviço mais usado em restaurantes, principalmente à la carte. Ocorre quando o prato é montado na cozinha e depois é servido pelo garçom ao cliente. Em restaurantes mais formais, o prato vem coberto pelo cloche, uma espécie de cobertura dos pratos normalmente em inox e/ou prata. Nesse serviço, o garçom não precisa ser qualificado como em outros tipos de serviços de mesa.

## Serviço à americana/buffet

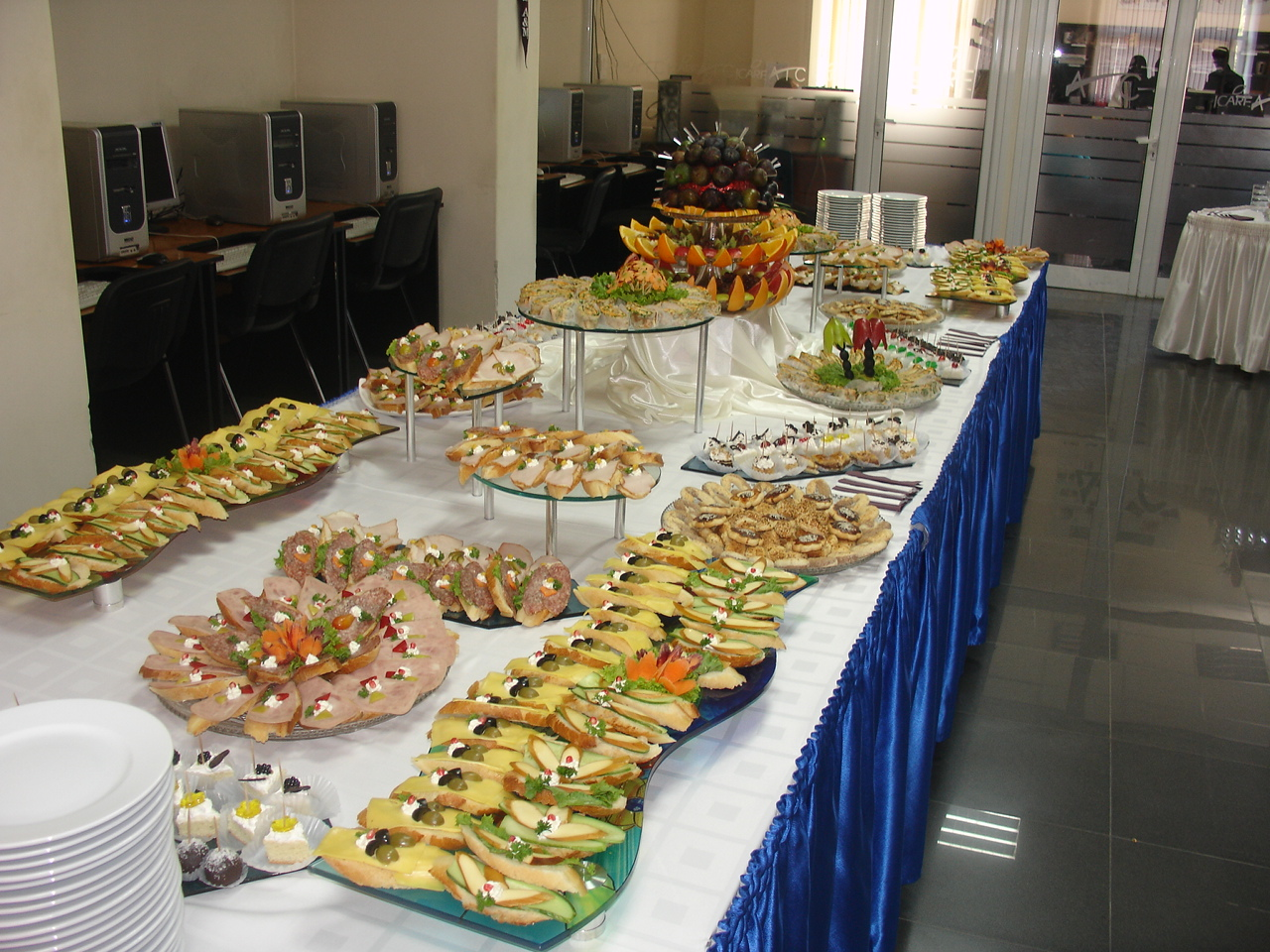
Mesa de bufê

O serviço à americana, também chamado de buffet (bufê, em português), é voltado para ocasiões com muitos convidados. As comidas são servidas em uma mesa principal (buffet) e os convidados ficam a vontade para servirem-se. Recomenda-se utilizar uma das extremidades da mesa para dispor os talheres, pratos e guardanapos.
A mesa com as comidas é organizada de forma setorizada para facilitar o serviço. Primeiro, o convidado retira o prato, talheres e guardanapo. Depois, podem ser servidos os frios, saladas e azeite e depois as guarnições seguido das proteínas. Como os convidados se servem à vontade, não é preciso ter muitos garçons, que se limitam a repor os pratos do buffet e, em alguns casos, trazer bebidas.

## Serviço volante
O serviço volante é mais comum em formaturas e casamentos. Nele, os convidados ficam em pé, livres para circular pelo ambiente enquanto os garçons circulam entre eles oferecendo alimentos como canapés e petiscos que podem ser consumidos com as as mãos ou com apenas um talher. Dependendo do tamanho do evento, é necessário uma grande quantidade de garçons. Além disso, eles precisam ser ágeis, organizados e capazes de se comunicar constantemente com a equipe de cozinha.

## Serviços à inglesa direto
O serviço à inglesa direto ocorre quando o garçom se aproxima do cliente pelo lado esquerdo, posiciona a travessa próxima ao prato e serve os alimentos com auxilio de talheres ou alicates.
Nos serviços mais formais, os garçons são orientados a tomar cuidado com a apresentação do prato. Carnes, guarnições e acompanhamentos devem ser posicionados em locais separados no prato do cliente. Quando o cliente sinaliza que terminou de comer, o garçom retira a louça.

## Serviço à inglesa indireto
No serviço à inglesa indireto, é utilizado um carrinho chamado quéridon onde então dispostos os pratos na qual o cliente deve escolher. Após escolher o prato, o garçon deve montá-lo e servi-lo pelo lado esquerdo. Quando o cliente termina de comer, o prato é retirado pela direita. Se houver reposição, deve ser usado o serviço à inglesa direto.
Esse tipo de serviço é utilizado em restaurantes e eventos mais formais com poucos convidados por exigir mais tempo para ser executado. Além disso, os garçons precisam ser qualificados para o trabalho.

### História
Esse serviço é tradicionalmente conhecido como "serviço de anfitrião", surgiu nos lares aristocráticos britânicos com o objetivo de ser mais íntimo e pessoal, demonstrando hospitalidade por parte do anfitrião para com os convidados.

## Serviço à francesa
O serviço à francesa é mais indicado para jantares formais.Exigem garçons qualificados e experientes que devem estar no mínimo na proporção de 1 para cada 5 convidados. Os convidados devem ser posicionados em locais marcados de acordo com a importância de cada convidado. Os talheres de todos os pratos ficam sobre a mesa em todos os momentos e são retirados à medida que a refeição ocorre. Ao servir, o garçom segura o prato com a mão esquerda e se posiciona ao lado esquerdo do cliente, servindo primeiramente as mulheres. Os convidados devem esperar todos serem servidos para começarem a comer.

### História
A criação do serviço à francesa foi baseada em uma cerimônia realizada pela família real francesa do século XVII chamada de grand couvert, que acontecia somente em ocasiões especiais. Posteriormente, Luiz XVI passou a realizar o grand couvert com algumas variações diariamente em todos os seus jantares que aconteciam pontualmente as 22 horas no Chateâu de Versailles. Embora tenha caído em desuso por volta de 1830, sendo substituído pelo serviço à russa, a forma tradicional francesa desse serviço ainda existe nas embaixadas francesas ao redor do mundo e no Palácio Presidencial da França.

### Cardápio
Uma refeição à francesa era dividida em três partes:

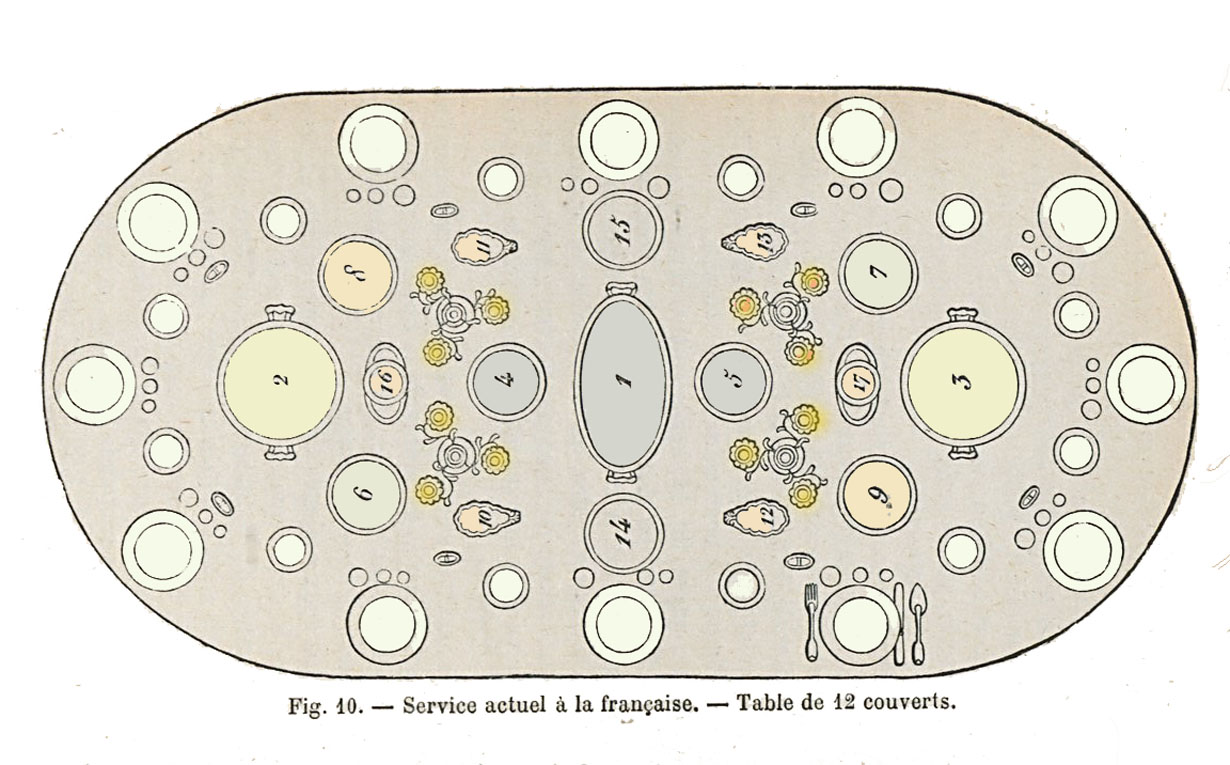
Organização dos pratos de acordo com o serviço à francesa.

| “ | O primeiro serviço cobria o menu desde as sopas até os assados, incluindo os hors d’ouvre e entradas; o segundo, dos assados [...] e vegetais, até os pratos doces; e o terceiro, consistia das pastelarias, petit four, doces, gelados e frutas. A ordem do menu dependia do número de entradas; o número de pratos servidos no primeiro serviço tinha que ser igual àqueles do segundo serviço. Os pratos do primeiro serviço eram dispostos à mesa (em pratos quentes ou sob cobertura, caso necessário) antes da chegada dos convidados”, enquanto os demais pratos eram colocados no lugar dos anteriores, e cada convidado se servia a seu gosto, assim que os pratos eram dispostos na mesa, sendo os pratos trocados rapidamente, a cada 15 minutos. | ” |

### Organização da mesa
Os talheres são arrumados de fora para dentro, de acordo com a ordem de uso, as facas ficam do lado direito e com a serra voltada para dentro. No caso de alguma entrada que precise de colher, ela fica ao lado das facas. Talheres de sobremesa ficam alinhados acima dos pratos arrumados na horizontal. Os copos devem ser arrumado acima das facas, a taça de espumante deve ficar à direita da de água, enquanto as taças de vinho devem ficar à frente das de espumante.

## Serviço à russa
No serviço à russa, toda a refeição é servida de uma vez. Também há a opção de colocar os pratos sobre um réchaud para que não esfriem. Dois garçons diferentes são responsáveis por servir os prato aos clientes.

### História
Foi Alexander Borisovich Kurakin, príncipe e embaixador da Rússia na França durante o segundo império russo, quem realizou modificações no serviço francês até criar um novo serviço denominado à la russe. Sua popularização foi feita através do chef francês Urbain Dubois, que o introduziu nos lares da classe média francesa.As principais diferenças do serviço à russa são que a comida é preparada na cozinha e levada pelo garçom para a mesa, o uso do guéridon é opcional e serve somente para finalizações e aquecimento dos pratos.